# Kabeljauw
De kabeljauw (Gadus morhua) is een vissoort uit de familie van de kabeljauwen (Gadidae) en de orde van de kabeljauwachtigen (Gadiformes), die voorkomt in de Atlantische Oceaan. De soort komt ook voor in de Noordzee en is economisch gezien een belangrijke soort. Zowel door beroepsvissers als door sportvissers wordt er veel op gevist.

## Beschrijving
De kabeljauw heeft een lengte tot 150 centimeter, maar meet gemiddeld 80 à 90 centimeter. De volwassen vis heeft een olijfgroene en bruingevlekte rug, een witte buik en een lange kindraad.

## Verspreiding
De belangrijkste vangplaatsen zijn de Lofoten en de Doggersbank. De populatie rond de Newfoundlandbank is in de jaren 1990 door overbevissing ingestort, maar lijkt zich geleidelijk aan weer te herstellen. De vissoort leeft op diepten van 20 tot 600 meter, dicht bij de bodem.

## Voedsel
De kabeljauw voedt zich voornamelijk met kreeftjes, krabjes, garnalen, vissen (waaronder haring en kabeljauw) en mosselen.

## Andere namen

### Levende vis
Jonge kabeljauw wordt dors of gul genoemd. Skrei is de naam die hij krijgt in de periode tussen december en april wanneer hij vanuit de Barentszzee naar het noordwesten van Noorwegen migreert om te paaien. De naam Skrei is afgeleid van het Oud-Noorse woord skrida, dat zoiets als 'reizen' betekent. Een andere naam voor kabeljauw is dogge of doggevis, waarnaar de Doggersbank met zijn grote populatie kabeljauw is vernoemd. Verder worden de termen bolk, grauwtje, “mooi meisje” en beugvis gebruikt voor de kabeljauw.

### Gevangen vis
Gedroogde kabeljauw noemt men stokvis (aan stokken gedroogd), klipvis of bakkeljauw (op de rotsen gedroogd), tijdeling of titling, roodschaar (naar de kleur van het visvlees). Stok- en klipvis zijn niet te verwarren met wat men in het verleden moluwe, labberdaan of abberdaan noemde. Deze namen duidden eertijds de normaal tijdens een "vaart ter zoute" gevangen en ingezouten kabeljauw aan. Daarentegen werd kabeljauw die de laatste dagen van een reis gevangen werd en juist genoeg werd gezouten om hem in de haven te brengen landorium of 'de vis van de laatste trek' genoemd. Gefrituurde stukken filet van de kabeljauw wordt wel kibbeling genoemd. Vroeger werd kibbeling van de wangen van de kabeljauw gemaakt. En een gefrituurde filet, waarbij het ruggengraatje de twee filets verbindt, noemt men in Nederland ook wel een lekkerbekje, hoewel een lekkerbek ook van andere vissoorten wordt gemaakt, zoals wijting.

## Trek, paaien
De kabeljauw is in normale omstandigheden geslachtsrijp tussen zijn zesde en zijn tiende levensjaar. Door de intense bevissing van de voorbije jaren is de geslachtsrijpe leeftijd echter gedaald tot zijn vierde. Op vruchtbare leeftijd keert hij jaarlijks terug naar de plaats waar hij geboren werd. In grote scholen komen eerst de vrouwelijke vissen aan. Omdat het in de Barentszzee te koud is, vindt het paaien hoofdzakelijk bij de Lofoten plaats. Vaak treft men de vis echter zelfs tot in Møre og Romsdal aan. Hij overbrugt een afstand van meer dan 800 km met etappes van minstens 20 km. Tijdens zijn trek eet een kabeljauw minder en ander voedsel dan in de Barentszzee. Hierdoor wordt zijn vlees witter en steviger van structuur. Kuit en lever zijn dan op hun best. Om als stokvis te dienen is de kabeljauw het best na het paaien. Wenst men hem vers te gebruiken dan is hij het lekkerst vóór het paaien. Van april tot januari migreert de Noordoost Atlantische kabeljauw in de Barentszzee. Temperatuur en zeestromingen bepalen waarheen hij zwemt. Hij volgt dan zijn voedsel dat voornamelijk uit garnalen en lodden bestaat.

## Vismethoden
Ondanks het feit dat men gebruikmaakt van moderne technologie om de visscholen op te sporen, gebeurt het vissen zelf nog meestal zoals eeuwen geleden. Men gebruikt, naast haringnetten en Deense sleepnetten, nog vaak beug- en handlijnen met haken. Zodra de kabeljauw gevangen is laat men hem bloeden en wordt hij ontweid. Hij wordt in de boot onmiddellijk op ijs gelegd.
De visvangst op de kabeljauw is een eeuwenoude traditie. Er zijn al vroeg strenge vangstbeperkende maatregelen genomen. Zo werden in 1753 bepaalde vistuigen verboden en is de visvangst sinds 1875 wettelijk gereguleerd. Vandaag steunt men op de aanbevelingen van de visserijbiologen om de quota en andere beperkingen te bepalen zodat de visstand op peil gehouden kan worden.

## Toepassingen
Men vergelijkt de kabeljauw weleens met het varken, omdat van deze vis werkelijk alles gebruikt wordt:
- de tongetjes van de vis zijn een gezochte lekkernij. Men frituurt ze meestal, waardoor er een korst ontstaat rond het zachte vlees dat in de mond smelt.
- de koppen worden gespietst en aan een koord geregen om ze in de openlucht te laten drogen. Daarna verscheept men ze naar de Afrikaanse westkust, waar ze een rijke bron van proteïne vormen.
- de viseieren vormen de basis voor een pasta die enige gelijkenis vertoont met de Griekse tarama.
- uit de lever wordt levertraan gewonnen.
- de ingewanden worden verwerkt tot voedsel voor pelsdierfokkerijen of tot meststof.

## Kabeljauw als consumptievis

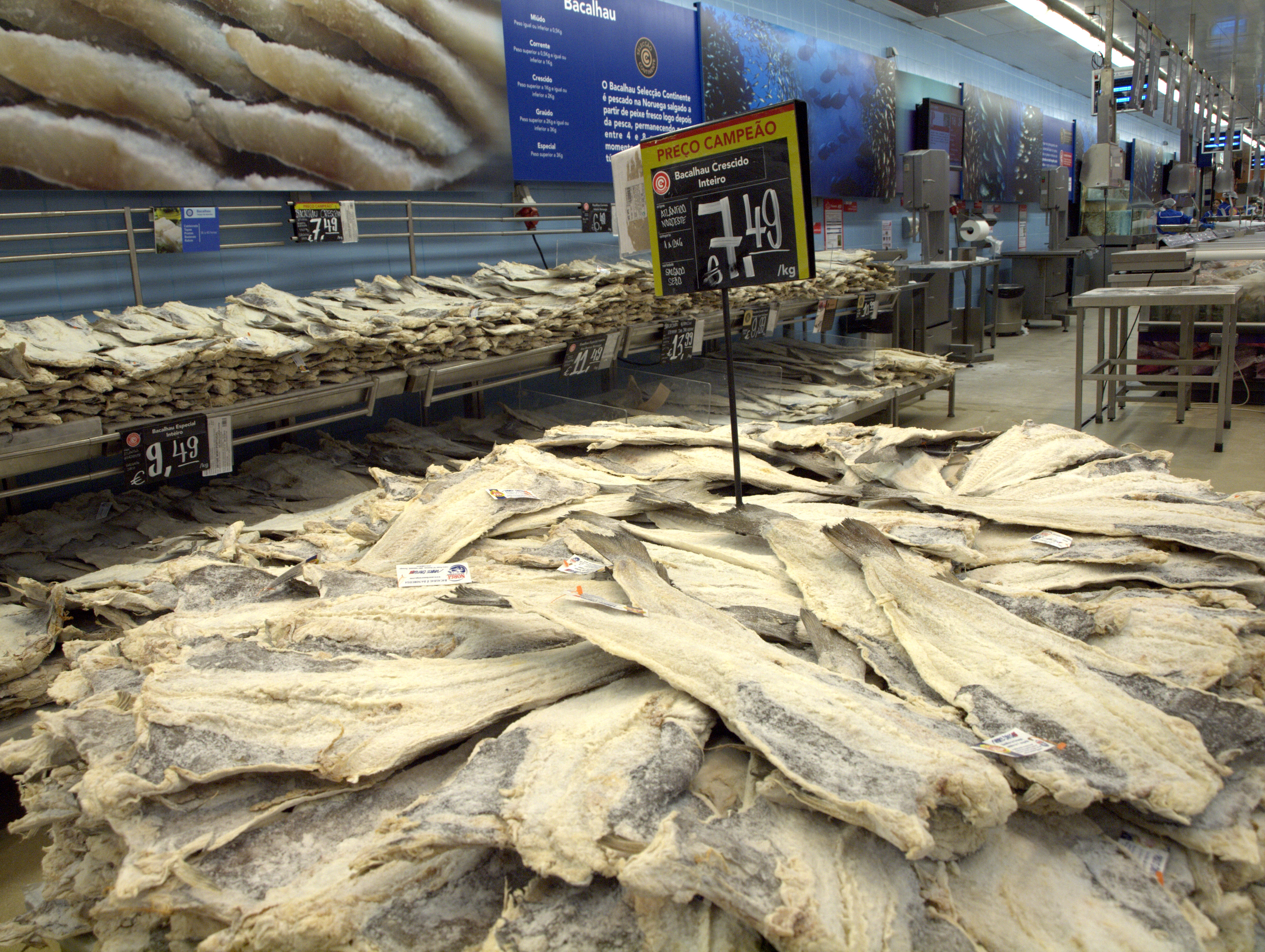
Kabeljauw (als klipvis) in een supermarkt in Lissabon

Het vlees van de kabeljauw heeft een losse structuur en de smaak wordt hoog gewaardeerd. De vis wordt voor consumptie veel gefileerd. Ook de lever van de kabeljauw is zeer smaakrijk. In de zomermaanden zitten er echter zogeheten luizen op de lever en dan zit er geen smaak aan.
De vis zelf kan op verschillende wijzen bereid worden:
- stokvis – De nog natte vis wordt in de openlucht aan rekken opgehangen. Men zorgt ervoor dat de buik van de vissen van de regen, die meestal uit het zuiden komt, weg hangt. Na enkele maanden heeft de vis 40% van zijn vocht verloren, is zo hard als hout zodat hij goed te bewaren is. De stokvis wordt in verschillende kwaliteitscategorieën opgedeeld. De minste kwaliteit gaat naar Afrika, de beste voornamelijk naar Italië, dat 90% van de productie van de Lofoten afneemt.
- klipvis – Nadat men omstreeks 1640 de beschikking had over zout werd dit als bewaarmiddel gebruikt. Nadat men de vis gezouten en drie weken geperst had, werd die vroeger op de klippen te drogen gelegd. Vandaag gebeurt het drogen in geventileerde ruimtes. De vis verliest op die manier 60 % van zijn vocht, waarna hij hoofdzakelijk naar Portugal en Brazilië als Bacalhau (Portugees; Spaans: Bacalao; Surinaams: Bakkeljauw[8]) geëxporteerd wordt.
- gezouten – Men legt de vis drie weken in de pekel, zodat hij langere tijd bewaard kan worden bij een temperatuur tussen +2° en +4°.
- vers – Omdat men ook van andere vissoorten zoals schelvis en leng klipvis maakt, is de verse bereiding eigenlijk het enige middel om zeker te zijn dat men kabeljauw op zijn bord krijgt. De vis heeft een intens wit en stevig vlees met een delicaat aroma dat het te danken heeft aan de garnalen en haring die tijdens zijn migratie op het menu stonden[bron?]. Omdat de transportmogelijkheden het toelaten is de vis tegenwoordig overal in Europa tijdens het visseizoen te verkrijgen.

## Afnemende populaties
De omvang van de populatie van kabeljauw ouder dan zeven jaar was meer dan een miljoen ton na de Tweede Wereldoorlog, maar kelderde naar een historisch dieptepunt. In 1992 vond er een totale ineenstorting van de Noordwest-Atlantische kabeljauwvisserij plaats en stelde Canada een moratorium in.
Sinds 2000 is de algemene omvang vrij snel gegroeid, geholpen door een lage visserijdruk. In Canada bleven de populaties echter zeer laag vergeleken met historische bestanden. Er is bezorgdheid over een lagere leeftijd van de eerste voortplanting (vaak een vroeg teken van ineenstorting). De totale vangst in 2003 was 521.949 ton, het meeste door Noorwegen (191.976 ton) en Rusland (182.160 ton) gevangen.
Door een simpele technische verbetering van het ontwerp van netten, gebaseerd op wetenschappelijk onderzoek naar het gedrag van vissen, is de bijvangst bij de kabeljauwvisserij in de Oostzee sterk gereduceerd.
Kleine kabeljauw (gul) wordt ook aangetroffen langs de kusten van de Lage Landen. Trends in het voorkomen van de kabeljauw worden sinds 1997 door de stichting ANEMOON met behulp van waarnemingen door sportduikers in de Oosterschelde en het Grevelingenmeer bijgehouden. De IUCN classificeert de Atlantische kabeljauw als kwetsbaar. De kabeljauw komt ook voor op de rode lijst van Greenpeace en ook de Viswijzer adviseert om alleen kabeljauw te kopen die wordt gevangen in de Barentszzee, bij Noorwegen of Alaska. De populatie rond de Newfoundlandbank is door overbevissing in de jaren negentig ingestort, maar negen jaar na het tienjarige kabeljauwvangstverbod van 1992 is er opnieuw een herstel van de populatie. De populaties in de Noordwest-Atlantische Oceaan liggen echter nog steeds erg ver onder de historische populaties.

### Kentering
Sinds 2006 is het bestand van de kabeljauw in de Noordzee zich goed aan het herstellen. In 2006, het absolute dieptepunt, werd de totale biomassa aan kabeljauw nog geschat op 21.000 ton. De jongste berekeningen (2014) van het kabeljauwbestand komen uit op 68.000 ton. Volgens het Instituut voor Landbouw- en Visserijonderzoek zou door de verstrengde Europese visquota de populatie tegen 2020 opnieuw duurzaam (zo'n 150.000 ton) moeten zijn. De eerder voorspelde migratie van de kabeljauw naar het noorden ten gevolge van de opwarming van de Aarde (in het kielzog van de roeipootkreeftjes, een voorname voedselbron) heeft niet plaatsgevonden (anno 2015).

## Galerij

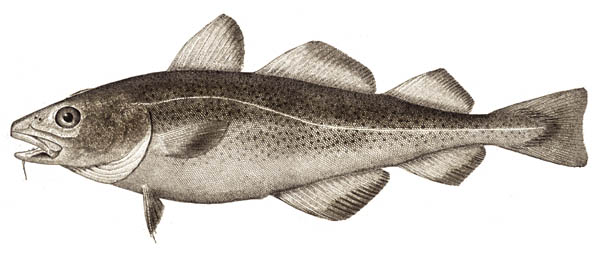
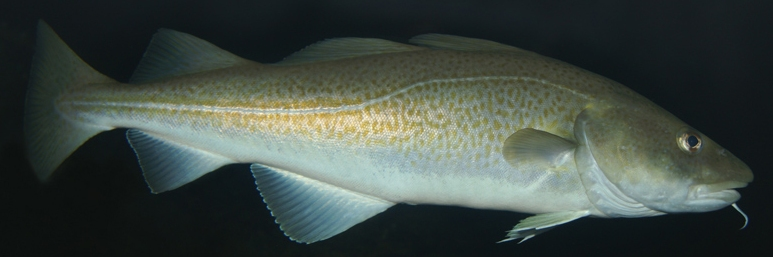
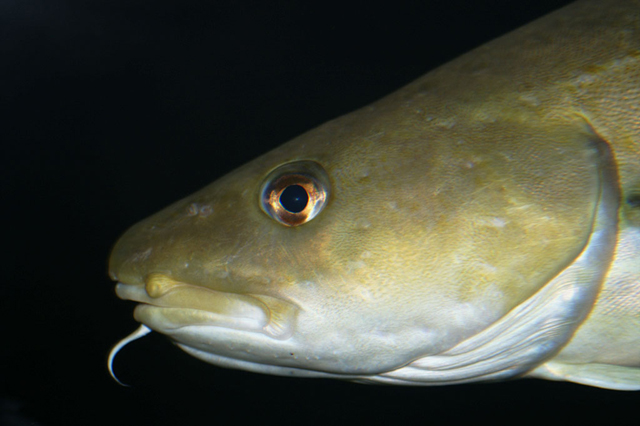